# Esopus
Esopus è un comune degli Stati Uniti d'America, situato nello Stato di New York, nella contea di Ulster.